# Olivier de Baenst
Olivier de Baenst (voor 1396 - na 1445) was een edelman in het graafschap Vlaanderen.

## Levensloop
Olivier de Baenst was de jongste zoon van Jan I de Baenst en Elisabeth Bave. Zijn broers waren Jan II de Baenst, Guy I de Baenst en Antoine de Baenst.
Er is over hem weinig bekend. J. J. Gailliard vermeldde hem niet in zijn genealogie van de familie de Baenst en volgens Frederik Buylaert zou het om een bastaardzoon gaan. Nochtans wordt hij op een lijst van edelen, gedateerd 1437, in één adem vermeld met de hierboven gemelde broers.
Wat met tamelijke zekerheid is geweten is dat hij baljuw was van de Vier Ambachten (van juni 1431 tot februari 1432) en van het Land van Waas (januari 1432, met tussenpozen tot juli 1444).
Hij was zeer waarschijnlijk ook ontvanger van de oude domeinen van Sluis (1426-1431) en ontvanger van Sluis (1444-1445).